# Стивенс (Пенсилванија)
Стивенс (енгл. Stevens) насељено је место без административног статуса у америчкој савезној држави Пенсилванија.

## Демографија
По попису из 2010. године број становника је 612.
| Група             | 2000.    | 2010.       |
| Белци             | 0 (0,0%) | 586 (95,8%) |
| Афроамериканци    | 0 (0,0%) | 0 (0,0%)    |
| Азијати           | 0 (0,0%) | 15 (2,5%)   |
| Хиспаноамериканци | 0 (0,0%) | 10 (1,6%)   |
| Укупно            | 0        | 612         |